# Unterseeboot 601
L'Unterseeboot 601 ou U-601 est un sous-marin allemand (U-Boot) de type VIIC utilisé par la Kriegsmarine pendant la Seconde Guerre mondiale.
Le sous-marin fut commandé le 22 mai 1940 à Hambourg (Blohm & Voss), sa quille fut posée le 10 février 1941, il fut lancé le 29 octobre 1941 et mis en service le 18 décembre 1941, sous le commandement du Kapitänleutnant Peter-Ottmar Grau.
Il fut coulé au nord-ouest de Narvik par l'aviation britannique en février 1944.

## Conception
Unterseeboot type VII, l'U-601 avait un déplacement de 769 tonnes en surface et 871 tonnes en plongée. Il avait une longueur totale de 67,10 m, un maître-bau de 6,20 m, une hauteur de 9,60 m et un tirant d'eau de 4,74 m. Le sous-marin était propulsé par deux hélices de 1,23 m, deux moteurs diesel Germaniawerft M6V 40/46 de 6 cylindres en ligne de 1400 cv à 470 tr/min, produisant un total de 2 060 à 2 350 kW en surface et de deux moteurs électriques BBC GG UB 720/8 de 375 cv à 295 tr/min, produisant un total 550 kW, en plongée. Le sous-marin avait une vitesse en surface de 17,7 nœuds (32,8 km/h) et une vitesse de 7,6 nœuds (14,1 km/h) en plongée. Immergé, il avait un rayon d'action de 80 milles marins (150 km) à 4 nœuds (7,4 km/h; 4,6 milles par heure) et pouvait atteindre une profondeur de 230 m. En surface son rayon d'action était de 8 500 milles nautiques (soit 15 700 km) à 10 nœuds (19 km/h). 
L'U-601 était équipé de cinq tubes lance-torpilles de 53,3 cm (quatre montés à l'avant et un à l'arrière) qui contenait quatorze torpilles. Il était équipé d'un canon de 8,8 cm SK C/35 (220 coups) et d'un canon antiaérien de 20 mm Flak. Il pouvait transporter 26 mines TMA ou 39 mines TMB. Son équipage comprenait 4 officiers et 40 à 56 sous-mariniers.

## Historique
Il suit sa phase de formation à la 5. Unterseebootsflottille jusqu'au 30 juin 1942 ; il est affecté comme bateau de combat à la 11. Unterseebootsflottille, puis à la 13. Unterseebootsflottille à partir du 1er juin 1942.
L'U-601 opéra dans l'Océan Arctique pendant tout son service. En août 1942, il coule deux navires marchands et un remorqueur soviétique.
En novembre 1942, l'U-601 rejoint le groupe de sous-marins Boreas dans l'Arctique qui croise le convoi QP-15 à destination de Loch Ewe. Une violente tempête à partir du 20 cache le convoi aux submersibles allemands, qui provoquent des pertes parmi l'escorte russe. Les seuls cargos coulés sont ceux ayant perdu le convoi lors de la tempête. Le 23 novembre, il attaque et coule en concertation avec l'U-625, un cargo soviétique isolé du convoi.
Le 4 mai 1943, un membre d'équipage est tué accidentellement par un tir de mitrailleuse du submersible.
L'équipage a tué et mangé un ours blanc lors d'une patrouille dans l'Arctique en septembre 1943.
L'U-601 est coulé le 25 février 1944 à la position 70° 26′ N, 12° 40′ E, lors de sa dixième patrouille au nord-ouest de Narvik, par des charges de profondeurs d'un Consolidated PBY Catalina britannique de la 210e escadron de la RAF.
Les cinquante-et-un membres d'équipage meurent dans cette attaque.

## Affectations
- 5. Unterseebootsflottille du 18 décembre 1941 au 30 juin 1942 (Période de formation).
- 11. Unterseebootsflottille du 1er juillet 1942 au 31 mai 1943 (Unité combattante).
- 13. Unterseebootsflottille du 1er juin 1943 au 25 février 1944 (Unité combattante).

## Commandement
- Kapitänleutnant Peter-Ottmar Grau du 18 décembre 1941 au 28 novembre 1943 (Croix allemande).
- Oberleutnant zur See Otto Hansen du 29 novembre 1943 au 25 février 1944.

## Patrouilles
|       | Commandant               | Départ            | Départ       | Arrivée           | Arrivée      | Jours     | Succès  |
| ----- | ------------------------ | ----------------- | ------------ | ----------------- | ------------ | --------- | ------- |
|       | Kptlt. Peter-Ottmar Grau | 4 juillet 1942    | Kiel         | 10 juillet 1942   | Narvik       | 7 jours   |         |
| 1     | Kptlt. Peter-Ottmar Grau | 14 juillet 1942   | Narvik       | 3 août 1942       | Kirkenes     | 21 jours  | 2 513   |
| 2     | Kptlt. Peter-Ottmar Grau | 9 août 1942       | Kirkenes     | 20 septembre 1942 | Neidenfjord  | 43 jours  | 2 382   |
|       | Kptlt. Peter-Ottmar Grau | 22 septembre 1942 | Neidenfjord  | 24 septembre 1942 | Bergen       | 3 jours   |         |
|       | Kptlt. Peter-Ottmar Grau | 31 octobre 1942   | Bergen       | 3 novembre 1942   | Narvik       | 4 jours   |         |
| 3     | Kptlt. Peter-Ottmar Grau | 5 novembre 1942   | Narvik       | 7 décembre 1942   | Harstad      | 33 jours  | 3 974   |
|       | Kptlt. Peter-Ottmar Grau | 8 décembre 1942   | Harstad      | 8 décembre 1942   | Narvik       | 1 jour    |         |
|       | Kptlt. Peter-Ottmar Grau | 15 décembre 1942  | Narvik       | 24 décembre 1942  | Kiel         | 10 jours  |         |
|       | Kptlt. Peter-Ottmar Grau | 3 avril 1943      | Kiel         | 5 avril 1943      | Kristiansand | 3 jours   |         |
|       | Kptlt. Peter-Ottmar Grau | 6 avril 1943      | Kristiansand | 7 avril 1943      | Bergen       | 2 jours   |         |
| 4     | Kptlt. Peter-Ottmar Grau | 15 avril 1943     | Bergen       | 14 mai 1943       | Harstad      | 30 jours  |         |
|       | Kptlt. Peter-Ottmar Grau | 15 mai 1943       | Harstad      | 15 mai 1943       | Narvik       | 1 jour    |         |
|       | Kptlt. Peter-Ottmar Grau | 7 juillet 1943    | Narvik       | 10 juillet 1943   | Narvik       | 4 jours   |         |
| 5     | Kptlt. Peter-Ottmar Grau | 14 juillet 1943   | Narvik       | 25 juillet 1943   | Hammerfest   | 12 jours  |         |
|       | Kptlt. Peter-Ottmar Grau | 26 juillet 1943   | Hammerfest   | 27 juillet 1943   | Tromsö       | 2 jours   |         |
|       | Kptlt. Peter-Ottmar Grau | 29 juillet 1943   | Tromsö       | 29 juillet 1943   | Hammerfest   | 1 jour    |         |
| 6     | Kptlt. Peter-Ottmar Grau | 30 juillet 1943   | Hammerfest   | 28 août 1943      | Narvik       | 30 jours  |         |
|       | Kptlt. Peter-Ottmar Grau | 13 septembre 1943 | Narvik       | 14 septembre 1943 | Tromsö       | 2 jours   |         |
|       | Kptlt. Peter-Ottmar Grau | 15 septembre 1943 | Tromsö       | 16 septembre 1943 | Hammerfest   | 2 jours   |         |
| 7     | Kptlt. Peter-Ottmar Grau | 16 septembre 1943 | Hammerfest   | 7 octobre 1943    | Hammerfest   | 22 jours  |         |
|       | Kptlt. Peter-Ottmar Grau | 8 octobre 1943    | Hammerfest   | 8 octobre 1943    | Tromsö       | 1 jour    |         |
|       | Kptlt. Peter-Ottmar Grau | 9 octobre 1943    | Tromsö       | 9 octobre 1943    | Harstad      | 1 jour    |         |
|       | Kptlt. Peter-Ottmar Grau | 10 octobre 1943   | Harstad      | 10 octobre 1943   | Skjomenfjord | 1 jour    |         |
|       | Kptlt. Peter-Ottmar Grau | 12 octobre 1943   | Skjomenfjord | 14 octobre 1943   | Trondheim    | 3 jours   |         |
|       | Kptlt. Peter-Ottmar Grau | 17 octobre 1943   | Trondheim    | 19 octobre 1943   | Bergen       | 3 jours   |         |
|       | Oblt. Otto Hansen        | 10 décembre 1943  | Bergen       | 12 décembre 1943  | Trondheim    | 3 jours   |         |
| 8     | Oblt. Otto Hansen        | 18 décembre 1943  | Trondheim    | 7 janvier 1944    | Skjomenfjord | 21 jours  |         |
| 9     | Oblt. Otto Hansen        | 10 janvier 1944   | Skjomenfjord | 2 février 1944    | Hammerfest   | 24 jours  |         |
|       | Oblt. Otto Hansen        | 4 février 1944    | Hammerfest   | 5 février 1944    | Narvik       | 2 jours   |         |
| 10    | Oblt. Otto Hansen        | 17 février 1944   | Narvik       | 25 février 1944   | Coulé        | 9 jours   |         |
| Total | Total                    | Total             | Total        | Total             | Total        | 301 jours | 8 869 t |

Note : Kptlt. = Kapitänleutnant - Oblt. = Oberleutnant zur See

### OpérationsWolfpack
L'U-601 opéra avec les Rudeltaktik (meutes de loups) durant sa carrière opérationnelle.
- Boreas (19 novembre - 6 décembre 1942)
- Wiking Ifaf (20 septembre – 3 octobre 1943)
- Eisenbart (19 décembre 1943 – 5 janvier 1944)
- Isegrim (16 - 27 janvier 1944)
- Werwolf (27 janvier – 1er février 1944)

## Navires coulés
L'U-600 coula quatre navires marchands totalisant 8 869 tonneaux au cours des dix patrouilles (301 jours en mer) qu'il effectua.
| Date             | Nom           | Nationalité      | Tonnage | Convoi | Fait  | Localisation         |
| ---------------- | ------------- | ---------------- | ------- | ------ | ----- | -------------------- |
| 1er août 1942    | Krest'janin   | Union soviétique | 2 513   | -      | Coulé | 71° 08′ N, 52° 19′ E |
| 24 août 1942     | Kujbyshev     | Union soviétique | 2 332   | -      | Coulé | 73° 52′ N, 77° 40′ E |
| 24 août 1942     | Medvezhonok   | Union soviétique | 50      | -      | Coulé | 73° 52′ N, 77° 40′ E |
| 23 novembre 1942 | Kuznets Lesov | Union soviétique | 3 974   | QP-15  | Coulé | 75° 30′ N, 8° 00′ E  |